# Volgai tatárok
A volgai tatárok vagy egyszerűen tatárok (tatár: татарлар, latinul: tatarlar; oroszul: татары, romanizálva: tatary) egy kipcsak-bolgár török népcsoport, amely Nyugat-Oroszország Volga-Ural régiójában honos. A népcsoport különféle alcsoportokra van osztva. A volgai tatárok az oroszok után a második legnagyobb etnikai csoport Oroszországban. Legtöbbjük a Tatár és Baskír Köztársaságban él. Anyanyelvük a tatár, a török nyelvcsalád egyik nyelve. Az uralkodó vallás a szunnita iszlám, ezt követi az ortodox kereszténység.

## Történelem
A tatárok kulturális központja Tatarsztán, Orosz Föderáció. Ezt megelőzően az 1920-ban alapított Tatár Autonóm Szovjet Szocialista Köztársaság részei voltak. Ez volt az első sikeres tatár alakulat a Kazanyi Kánság óta. 
Az 1926-os népszámlálás során a mostani volgai tatárok különböző alcsoportjai inkább saját nevükön azonosították magukat. Ezt követően "tatárként" csoportosították őket. Az Orosz Birodalom idején általában tatárként is ismerték őket, és végül a név kiterjesztette Oroszország többi türk népére is (azerbajdzsánok – kaukázusi tatárok).
Az etnonim története az Arany Horda idejére nyúlik vissza, amikor a feudális nemesség polgárai megjelölésére használta. Az orosz feudálisok és a cári kormány is elkezdte használni. Ezek a különböző törzsek általában a csoportnevükkel vagy általában muszlimként azonosították magukat. A Bolgár-névre is hivatkoztak. Feltételezhető, hogy azért is kerülték a kifejezés használatát, mert az negatívan kapcsolta őket a múlt mongol-tatárjaihoz. 
Napjainkra a Volga tatár csoportjai közül sok etnikai különbség eltűnt. Egyes, különösen egyedi nyelvjárási jellemzők megmaradtak, és a volgai tatárokon belül továbbra is saját tatárcsoportokra szakadnak. 
A volgai tatárok többségét (kazanyi tatárok és misárok) általában az Aranyhorda kipcsakjainak vagy a bolgárok leszármazottainak tartják, akik túlélték az 1236–1237-es mongol hódítást. Egyesek azt mondják, hogy ennek a két elméletnek nem szabad egymással szemben állnia. Történetük más törzsekhez is kapcsolódik. 
GR Jenikejev úgy gondolja, hogy a modern tatárok Dzsingisz kán tatárjainak közvetlen leszármazottai. Bírálja a bolgárokkal való azonosulás jelenségét és azt állítja, hogy ez a " Romanov-kormány nyugatbarát uralkodóinak" köszönhető, bolgár- mollák és európai történészek segítségével, amelyek negatív és torz képet alkottak a tatárokról. aminek a végén elutasították a kifejezést és elvesztették a nemzettudatukat. Antero Leitzinger finn történész kijelenti: "Ők [bolgaristák] hangsúlyozzák a bolgárok hozzájárulását elsősorban az oroszok által keltett kisebbrendűségi érzés miatt, amely gyakran az ordai lakossághoz kötődik". 
A 14. században a szunnita iszlámot sok tatár átvette. Oroszország alattvalóivá váltak Kazany 1552-es ostroma után.

## Állapot Oroszországban

### Nyelv
A tatár egy török nyelv, amely a kipcsak nyelvek kipcsak–bolgár nevű alágához tartozik. A 2002-es népszámlálás szerint Oroszországban 5,3 millió, 2010-ben pedig 4,3 millió tatár beszélő volt. (A tatár nem tévesztendő össze a krími tatárral, amely egy külön nyelv ugyanazon a kipcsak családon belül.) 
A tatár két fő dialektusra osztható (egyesek szerint a szibériai tatár a harmadik):
- Központi (Kazan - a leggyakoribb, és az irodalmi nyelv is),
- nyugati (Mishar).

2017-ben heti két órára csökkentették a tatár nyelvoktatás óraszámát a tatár iskolákban, és az oktatáson való részvétel kizárólag a tanuló szülőjének írásbeli jóváhagyásával történhet. Vlagyimir Putyin elnök úgy érvelt, hogy az embert nem szabad arra kényszeríteni, hogy "egy olyan nyelvet tanuljon meg, amely nem az anyanyelve", ami az orosz diákok szüleinek panaszaira utal, akik elégedetlenek voltak azzal, hogy gyermekeiknek tatárul kellett tanulniuk, ami időt vett el az orosz oktatástól. Ezt megelőzően 25 évig Tatárban mindenkinek (az oroszoknak is) tatárul kellett tanulnia az óvodától a középiskoláig. 2021-ben körülbelül 53% tatár és 40% orosz volt. A 2015-ös felmérés szerint az államban élő fiatalok többsége inkább oroszul vagy angolul tanult, és úgy gondolta, hogy a tatár nem hasznos a munkában. 

### Tatárok és oroszok
Az oroszok után a volgai tatárok a második legnagyobb etnikai csoport Oroszországban. 
A két etnikai csoport hosszú és sokrétű története a Volga Bulgária és az Arany Horda idejére vezethető vissza. A tatárok az 1500-as évek óta Oroszország részét képezik. Később a tatárok között vannak olyanok, akik Oroszország ellen vannak, és olyanok is, akik azt hiszik, hogy annak szerves részét képezik. A tatár szeparatisták közé tartozik az etnikai nacionalista, az İttifaq függetlenségi párt alapítója, Fauziya Bayramova. 2018-ban Rafis Kashapov tatár aktivista megalapította Kijevben a „ Szabad Idel-Ural ” nevű szeparatista mozgalmat. Híres oroszbarát példák közé tartozik az oroszországi nagymufti, az eurázsiaiság támogatója, Talgat Tadzhuddin. Ő és egy másik tatár mufti, Kamil Samigullin támogatták Ukrajna orosz invázióját. Rusztam Minnihanov Tatár vezetője 2023 júniusában kijelentette, hogy "Tatársztán teljes mértékben támogatja a legfelsőbb főparancsnokot, az ország elnökét, Vlagyimir Vlagyimirovics Putyint; a leghelyesebb dolog most az, hogy együtt kell állni azokkal szemben, akik veszélyt jelentenek Oroszországra és multinacionális népére." 
A függetlenség fontossága Tatárország számára általában a tatárok oroszosítása kapcsán merül fel, de azt is leszögezték, hogy ez nem feltétlenül oldaná meg a problémát legalább teljesen. "A kisebbségi népek egyre gyakrabban döntenek úgy, hogy megtanítják gyermekeiket oroszra, hogy biztosítsák a gazdasági integrációt". (K. Zubacheva, 2019). Daria Dergacheva, a Brémai Egyetem kutatója úgy gondolja, hogy a függetlenség idővel megtörténhet, de azt is, hogy nagyon nehéz lenne, és esetleg nem érné el a kívánt dekolonizációt. Azt is leszögezi, hogy az ehhez szükséges etnikai nacionalizmus etnikai konfliktusokat szíthat, mivel Tatárban a lakosság mindössze 53%-át teszik ki a tatárok. A kihívások közé tartozik az is, hogy Tatárföld mélyen beágyazódott Oroszország gazdaságába, kereskedelemébe és infrastruktúrájába. 
Ğabdulla Tuqay nemzeti költő az 1800-as évek végén és az 1900-as évek elején zajló törökországi tatár emigrációra reagálva ezt írta: "Itt születtünk, itt nőttünk fel, és itt jön el halálunk pillanata. Maga a sors kötött meg minket. erre az orosz földre". Tuqay az oroszokat "testvérüknek" nevezte. 
GR Jenikejev kijelenti, hogy "a középkori tatárok jelentős szerepet játszottak az oroszok kialakulásában is". Lev Gumilev eurázsiai történészt idézi: "A tatárok a vérünkben, történelmünkben, nyelvünkben, világnézetünkben vannak. Bármi is a valódi különbség az oroszokkal, a tatárok nem egy rajtunk kívül álló nép, hanem bennünk." Kazanyban (Tatár) áll Gumilev szobra. Galimdzhan Ibragimov tatár szerző: "Mi, tatárok olyan nemzet vagyunk, amely előbb csatlakozott Oroszországhoz, mint mások. Az önkényuralom sötét politikája és a két közösség közötti különbségek ellenére ez az élet számos közös vonását teremtette meg közöttük". 
Ravil Gainutdin tatár mufti kijelentette, hogy szerinte „Oroszországot éppúgy a törökök teremtették, mint a szlávok”. Az ilyen elképzelések alapjait Iszmail Gaszprinszkij krími tatár dzsadidista gondolkodó rakta le, aki hitt a két nép egységében, és úgy gondolta, hogy Oroszország "az Arany Horda folytatása". 
A kazanyi tatár történész, Bulat Rakhimzjanov "Moszkva és a tatár világ" (Москва и татарский мир) című 2016-os könyvében azt állítja, hogy "a középkorban nem volt nagyszabású konfrontáció Moszkva és a tatárok között". 
Tatár és orosz parasztok a múltban többször egyesítették erőiket. Például az 1606–1609-es „hegyi lázadás”, amelyben a csuvasok és a mordvinok is részt vettek. Ezek közül a leghíresebb azonban a Pugacsov-lázadás, amelyben nagyszámú tatár vett részt. Alfréd Halikov szerint "a cári kormány, valamint az orosz és a tatár feudálisok egyaránt féltek a népek közötti barátságtól, és folyamatosan soviniszta és nacionalista hevületet szítottak". 
Oroszország első muftija, a tatár származású Muhamedzsan Khusainov (1756–1824) nagy hatással volt az orosz uralomra a kazah sztyeppékre és a Kaukázusra is, különösen a kabardok körében. 

## Alcsoportok

### Kazanyi tatárok
A volgai tatárok többsége kazanyi tatár. (Qazan tatarları / qazanlılar).Ők alkotják a tatár lakosságának zömét. Hagyományosan a Volga bal partján élnek. Végül a Kazanyi Kánság (1438–1552) idején alakultak meg. 
A. Rorlich a következőképpen látja a történelmet: a kazár inváziók arra kényszerítették a bolgárokat, a török népet, hogy a nyolcadik század első felében az azovi sztyeppékről a Közép-Volga és a Káma alsó vidékére vándoroljanak. A 10–13. századi időszakban más török népek, köztük a kipcsakok is Dél- Szibériából vándoroltak Európába. Jelentős szerepet játszottak a 13. századi mongol invázióban Rusz ellen. A tatár etnogenezis azután ment végbe, hogy a kivándorolt török népek, keveredve a helyi bolgár lakossággal és a Volga-folyó más lakóival, megtartották a kipcsak nyelvjárást és muszlimokká váltak. Az 1500-as évekre az Arany Horda bukása után számos új tatár állam alakult ki. Ezek az államok a Kazanyi Kánság, az Asztraháni Kánság, a Szibiri Kánság és a Krími Kánság voltak. 
Vita övezi a tatár nép származását, függetlenül attól, hogy a bolgárok vagy az Arany Horda leszármazottai. Az egyik elmélet szerint a kazanyi tatár örökség az Aranyhorda kipcsakjaira vezethető vissza, egy másik elmélet szerint a tatárok az 1236–1237-es mongol hódítást túlélő bolgár kultúrából emelkedtek ki. Az 1970-es évek közepe óta azonban felerősödött az a nézet, hogy ennek a két elméletnek nem ellentétesnek kell lennie egymással, hanem szimbiózisban, kijelentve, hogy nem állíthatják egyszerűen csak a bolgárokat őseiknek. (Lásd: Bulgarizmus).
A Bolgár Nemzeti Kongresszus elnöke, Guszman Kalilov az Emberi Jogok Európai Bíróságához fordult a tatárok bolgárokká való átnevezése ügyében, de 2010-ben a bíróságon alulmaradt. 
Şihabetdin Märcani az 1800-as évek végén arra ösztönözte a kazanyi tatárokat, hogy tatárként azonosítsák magukat, annak esetleges negatív konnotációi ellenére.

### Mishar tatárok
A misár tatárok (mişär tatarları, mişärlär) a volgai tatárok néprajzi csoportja, akik tatár nyelvű misár dialektusban beszélnek. Ők teszik ki a volgai tatár lakosság körülbelül egyharmadát. Az 1500-as évek végétől az 1700-as évekig tartó migrációs hullámok után elsősorban a Volga és az Urál jobb partján telepedtek le. A kazanyi tatárokkal való megnövekedett kapcsolatok még közelebb hozták ezt a két csoportot, így megszületett a „tatár nemzet”; végül felváltja a korábban használt régióneveket. Emiatt az alcsoporttudat is legyengült. G. Tagirdzhanov úgy gondolta, hogy mind a kazanyi tatárok, mind a misárok ősei a Volga Bulgáriából származtak. Azt javasolta, hogy a misárok az Esegel törzsből származzanak. 
A misharok etnogenezise vitatott, de gyakran úgy gondolják, hogy így vagy úgy, hogy az Arany Horda kipcsakjainak leszármazottai. Etnikai formációjuk végül a Kasim Kánságban történt az 1400-1500-as években. A kipcsakokon kívül a misárok ősei gyakran kötődnek a mescherához, a burtákhoz, a bolgákhoz és a keleti magyar törzsekhez. 
Annak ellenére, hogy a misárokat oroszok befolyásolták, valószínűleg nagyobb mértékben, mint a kazanyi tatárokat, a Nyizsnyij Novgorod megyei dialektusról azt mondják, hogy hasonlít az ősi kipcsak nyelvjárásra. A. Leitzinger szerint a misár nyelvjárásnak nagyobb a kipcsak, a kazanyi dialektusnak pedig a bolgár befolyása. A. Orlov kijelenti: "A Nyizsnyij Novogordi tatárok (misharok) az egyik eredeti tatár csoport, akik fenntartják a kipcsak-török nyelv, kultúra és hagyomány folytonosságát". Orlov is úgy gondolja, hogy a misárok többnyire a doni kozákok ősei. 
Hagyományosan misharok népesítették be a Volga folyó nyugati oldalát. Manapság a többség feltehetően Moszkvában él. A finn tatárok eredetileg misharok is. 
Az 1897-es népszámláláskor a misárok száma 622 600 volt. Becsült számuk igen változó. 

### Kasimov tatárok
A kaszimovi tatárok (Qasıym tatarları) fővárosa Kasimov városában, Rjazan megyében található. A Qasim Khanate alatt alakultak. A kaszimovi tatárok száma 2002-ben 1000-nél kevesebb volt. Az 1800-as évek végén és az 1900-as évek elején néhány kaszimovi tatár Kazany, Szimbirszk, Nyizsnyij Novgorod, Orenburg és Közép- Orenburg régiókra költözött. Ázsia. 
Sz. Ishakov szerint a kaszimovi tatárok „etnikailag átmeneti csoport a kazanyi tatárok és a misár tatárok között”. Kaszimov tatárok Rettegett Iván csapataiban részt vettek Kazany meghódításában és a Svédország elleni háborúkban. Egyes forrásokban a misharokat Kasimov tatároknak nevezik. (Ők is nagyrészt a Kászim Kánságban alakultak.) 
A kasimovi tatárok (Saját neve: Kaçim / Käçim tatarları / xalkı) a tatár nyelv központi (kazanyi) dialektusát beszélik. Dialektusukban Mishar és Nogai befolyása van. 
Az első női tatár matematikus, aki a Sorbonne Egyetemen végzett és a Szovjetunió hőse címet kapott, SK Shakulova (1887–1964) állítólag Kasimov tatár volt. 

### Nukrat tatárok
A Nukrat tatárok (Noqrat tatarları) főleg Udmurtiában (Jukamenszkij, Glazovszkij, Balezinszkij, Jarszkij körzetekben) és Kirov megyében élnek. Alcsoportok: Nukrat és Chepetsky. A déli udmurt jellegzetességeivel beszélnek tatárul. Nevük Noqrat faluból származik, amelyet először 1542-ben említettek a Vjatka-föld városaival együtt. Megalakulásukra az udmurtok és a besermyánok hatottak. Gyakorolják az iszlámot. 
Az 1920-as években a Nukrat tatárok száma 15 000 körül mozgott. 

### Permi tatárok
A permi tatárok (Perm' tatarları), más néven osztjákok az orosz forrásokban a 15. században és a 17. század elején, főként a Permi körzetben és a Szverdlovszki megyében élnek. Az osztjákok a Kazanyi Kánság befolyási övezetében voltak, mint különálló etnopolitikai egység (osztják, vagy kosztják föld). A permi tatárok egyik jelentős etnikai összetevője a Perm régió nogai-kipcsak lakossága volt. Szintén a 16. - 17. század elején a Közép-Volga vidékéről a Permi területre költözött kazanyi tatárok és részben misárok is hatással voltak. A permi tatárokat 4 alcsoportra osztják: Mullinskaya, Kungurskaya, Tanypovskaya és Krasnoufimskaya. Az 1900-as évek elején számuk 52 700 ezer fő volt. A tatár többséghez hasonlóan ők is az iszlámot gyakorolják. 

### Kryashens
Fő cikk: Kryashens
Az orosz hatóságok 1552-től kezdődően bevezették a muszlim tatárok keresztényesítésének politikáját, amelynek eredményeként megjelentek a kriasenok (keräşen/keräşennär), más néven "keresztény tatárok". Sok volgai tatárt Rettegett Iván erőszakkal keresztényesített a 16. században, és a következő orosz uralkodók és ortodox papság alatt a tizennyolcadik század közepéig továbbra is kényszer keresztségekkel és megtéréssel kellett szembenézniük. 
Kryahsen tatárok élnek a Volga-Ural terület nagy részén. Manapság hajlamosak az oroszok és más tatár csoportok közé asszimilálódni. 
A kriasenek egy része a kazanyi, mások a misár nyelvjárást beszélik. A 2010-es népszámlálás során 34 882-t azonosítottak kriasenként. 

### Más csoportok
Volgai tatárként egyesek szerint a teptyarok (tiptär), a nagaibakok (nağaybäklär) és az asztraháni tatárok (Ästerxan tatarları) is beszámíthatók.
Teptyars él Perm Krai, Tatár délkeleti részén, és északnyugati Baskíria. Legtöbbjük a tatár kazanyi dialektusát beszéli, néhányan pedig baskír nyelvet. Az egyik elmélet szerint a teptyarok eredetileg egy speciális parasztcsoportot alkottak, amelybe a tatárok mellett baskírok, csuvasok, marik, udmurtok és mordvinok is voltak. 1790-ben a Teptyarokat a katonai szolgálati osztályba helyezték át, és megalakult a Teptyar ezred. Az 1812-es honvédő háború során a Temirov őrnagy parancsnoksága alatt álló 1. Teptyar-ezred Matvej Platov különálló kozák csapatainak részeként vett részt a harcokban. A mai napig vita folyik arról, hogy a tatárok vagy a baskírok közé sorolhatók-e. Az 1900-as évek elején számukat 382 000-re becsülték 
A Nagaibak Oroszország Cseljabinszk megyében él. Ők ortodox keresztények, és több kutató úgy gondolja, hogy a Nogai Khanate keresztényesített Nogais-tól származnak. Vannak azonban más elméletek is. Nagaibak nyelvet beszélnek, amely a tatár középső dialektusának egyik dialektusa. Egy 2002-es népszámlálás 9600 nagaibakot rögzített. 
Az Astarkhan tatárok regionális etnikai csoport. 1989-ben 71 700 tatár élt Asztrahán megyében. Három alcsoportra oszthatók: Jurtov és Kundrov tatárok, valamint a karagasok. Az egyik elmélet a Jurtovot és a Karagast Nogaihoz köti. Egy másik azt javasolja, hogy Jurtov az Astarkhan Khanate leszármazottja. Az asztraháni tatárok jelentős része a 18. és 19. században a területre költözött volgai tatárok leszármazottja. A helyi tatár vomen már 1702-ben feleségül vette a kazanyi tatárokat. A 18. század végén a volgai és uráli tatárok elkezdtek vidékre költözni, ahol új falvakat alapítottak, vagy a helyi tatárokkal azonos falvakban telepedtek le. A 20. század elejére a főként a jurtovi tatárokkal keveredő telepesek már a helyi tatár lakosság több mint egyharmadát tették ki. 

## Tatár irodalom
A tatár irodalomnak ősi története van. A nyomtatás bevezetése előtt az arab írással írt ősi tatár könyveket kézzel másolták. Széles körben terjesztették a Korán kéziratait, más spirituális irodalmat, ismeretterjesztő könyveket. A nemzeti tatár irodalom egyik legkorábbi ismert műve a híres költő, Qol Ğäli 13. század elején íródott, a Qíssa-i Yosıf (قصه یوسف, Juszuf meséje) című költői mű. Az első tatár nyelvű nyomtatott kiadás I. Péter kiáltványa volt a perzsa hadjárat alkalmából, 1722-ben. 
Irodalmi nyelvként a tatárok a türki helyi változatát használták egészen az 1900-as évek elejéig. Normái az 1800-as évek közepétől kezdtek elmozdulni a beszélt köznyelv felé. Az új irodalmi nyelv alapját a népvándorlás és az urbanizáció teremtette meg. Szókincse és fonetikája leginkább a kazanyi dialektuson, a morfológiája pedig a Mishar dialektuson alapul. 
A 19. és 20. század nevezetes tatár írói például Ğabdulla Tuqay, Ğälimcan İbrahimov, Fatix Ämirxan, Ğädel Qutuy és Musa Cälil. Az újabb írók közé tartozik Robert Miñnullin. 

### Színház
Az első kiadott tatár drámát Ğabdraxman İlyas írta 1887-ben, "Biçara qız" (Бичара кыз, "A boldogtalan lány") néven. A korabeli konzervatív tatár közönség részben negatív fogadtatásban részesítette a "társadalmi egyenlőségen alapuló haladó eszmék" miatt. A Säyär (Сәйяр) hivatásos tatár színjátszó csoport 1907 elején alakult Uralszkban. Úgy gondolják, hogy ez a csoport a tatári Kazanyban található Galiaskar Kamal Tatar Akadémiai Színház alapja. A színház repertoárján ma főleg tatár nyelvű darabok szerepelnek, de vannak oroszok és mások által írt darabok is. Azok számára, akik nem beszélik a nyelvet, lehetőség nyílt tatár színdarabok megtekintésére fordítással. A jelentős tatár drámaírók közé tartozik Mirxäydär Fäyzi, Kärim Tinçurin, Ğäliäsğar Kamal, Ğayaz İsxaqıy és újabban Zölfät Xäkim.

## Vallás
A Volga-vidék iszlám gyökerei Bulgária Volga-ig (922) nyúlnak vissza. Azóta az iszlámnak is több évszázados története van Oroszországban. A volgai tatárok jelentős szerepet játszottak a muzulmánok nemzeti és kulturális mozgalmaiban az Orosz Birodalom idején és a Szovjetunióban is. Tatársztánban jelenleg az iszlám a többségi vallás. 
2010 szeptemberében ünnepnappá nyilvánították az Eid al-Fitr-et és május 21-ét, amikor a volgai bolgárok elfogadták az iszlámot. Abban az időben Tatár elnöke tárgyalt az iszlám banki szolgáltatások igénybevételéről, és megnyílt az első halal élelmiszergyártó létesítmény külföldi cégekkel, akik kifejezték érdeklődésüket a projekt tatárországi bővítésére. 

### Radikalizmus
A "Tatárföld kaukázusi" vagy Volga-Urál kifejezést a régióban található radikális iszlám elemek némelyikének leírására találták ki, amelyek főként a Kaukázusból származnak. A Közép-Ázsiából érkező muszlim migráció is közrejátszott. 2006-ban Dokka Umarov kijelentette: "Soha nem fogjuk elválasztani a Kaukázus földjeit a Volga-vidéktől... Más területeket is felszabadítunk, amelyeket Rusnya megszállt [Oroszország becsmérlő csecsen kifejezése]. Ide tartozik Asztrahán és a mellette fekvő területek. a Volgákat, amelyek az orosz kafirok patája alatt vannak." 
A radikális iszlám legfigyelemreméltóbb példája a tatárok körében az İttifaq formáció, amelynek vezetője Fauziya Bayramova a 2000-es években a szalafisták oldalára állt. A kazanyi Al-Ikhlas mecset imámja, Rusztem Szafin két év felfüggesztett börtönbüntetést kapott a HuT- val való kapcsolata miatt. A két csecsen háború alatt néhány tucat tatár harcolt a szakadárokkal. 2010-ben a tatár belügyminisztérium bezárt egy rövid ideig tartó gyűlést a Nurlatsky körzetben, amely az 1990-es évek dagesztáni jamaatját próbálta utánozni. 
Az iszlám radikális formája csak elvétve jelent meg a tatárok és a baskírok körében. A fiatalok közül sokan nem aktív muszlimok, és a kultúrában eloroszosodtak. A Nyizsnyij Novgorod-i Muzulmánok Lelki Tanácsának egykori vezetője, Umar Idrisov úgy véli, hogy „ellentétben külföldi muszlim társaikkal az orosz muszlimok európaiak, akik hagyományos összoroszországi értékeken nőttek fel, beleértve a keresztényeket is”. 

## Népességi adatok
A Tatár Köztársaságban, Oroszország szövetségi alattvalójában élő tatárok az összes tatár egyharmadát teszik ki, míg a másik kétharmad Tatáron kívül él. A Tatáron kívül élő közösségek egy része az 1917-es orosz forradalom előtt alakult ki, mivel a tatárok a kereskedelemre specializálódtak. 
Az 1910-es években körülbelül félmillióan éltek Kazany területén. Közel 2 millió volgai tatár halt meg az 1921–22-es éhínségben Tatárországban. Körülbelül 15 ezren, akik ugyanahhoz a szárhoz tartoznak, vagy az Oroszország közepén található Rjazanba vándoroltak (a mai európai Oroszország), vagy a 16. és 17. században Litvániában (Vilnius, Grodno és Podolia) telepítették őket foglyul. Mintegy 2000-en laktak Szentpéterváron. A volga-uráli tatárok száma közel 7 millió, főként Oroszországban és a volt Szovjetunió köztársaságaiban. Míg a lakosság nagy része Tatárföldön (körülbelül 2 millióan) és a szomszédos régiókban él, jelentős számú Volga-Urali tatár él Szibériában, Közép-Ázsiában és a Kaukázusban. Tatárföldön kívül a városi tatárok általában oroszul beszélnek anyanyelvükként (például Moszkva, Szentpétervár, Nyizsnyij Novgorod, Ufa, valamint az Urál és Szibéria városaiban).
2021-ben 5 310 649 tatár élt Oroszországban. 

## Genetika
A Tatarstan DNS projektből származó több mint 100 minta szerint a volgai tatárok leggyakoribb Y-DNS haplocsoportja az R1a Haplocsoport (több mint 20%), amely túlnyomórészt az ázsiai R1a-Z93 alkládból származik. Az N haplocsoport a másik jelentős haplocsoport. Különböző adatok szerint a J2a vagy a J2b lehet a J2 Haplocsoport gyakoribb alkládja a volgai tatároknál. A Q, O és C haplocsoportok ritkábban vannak reprezentálva.
Haplocsoportok a volgai tatárokban (122 minta): 
- C2: 2%
- E: 4% (V13: 3%)
- G2a: 2%
- I1: 6%
- I2a1: 5%
- I2a2: 2%
- J2a: 7%
- J2b: 2%
- L1: 2%
- N1c2: 9%
- N1c1: 16%
- O3: 2%
- Q1: 2%
- R1a: 33% (Z282: 19%, Z93: 14%)

Mylyarchuk és munkatársai szerint:
Megállapították, hogy a volgai tatárok mtDNS-e két részből áll, de a nyugat-euráziai komponens jelentős mértékben (átlagosan 84%) túlsúlyban van a kelet-ázsiaival szemben (16%).
197 kazanyi tatár és misár között. Suslova et al. két nem kipcsak forrásra, a finnugorra és a bolgárra utaló jeleket találtak:
A tatárokkal együtt az oroszoknál magas a finnugor populációkra jellemző allélcsaládok és haplotípusok gyakorisága. Ez finnugor hatást feltételez az orosz és tatár etnogenezisre... A tatárok HLA egyes aspektusai a csuvasok és a bolgárok közelében jelentek meg, ezzel alátámasztva azt a nézetet, hogy a tatárok az ősi bolgárok leszármazottai lehetnek. 
A volgai tatárok, valamint a mariak, finnek és karélok genetikailag az északi és keleti oroszokhoz kötődnek, és különböznek a déli és nyugati oroszoktól. A tudósok különbségeket találtak az északi és keleti oroszok közötti kapcsolatokban is. 
A mitokondriális haplocsoportokon végzett genetikai vizsgálat szerint a volgai tatárok nagyjából 90%-ban nyugat-eurázsiai és 10%-ban kelet-eurázsiai anyai haplocsoportokat tárnak fel. 
Triska és munkatársai teljes genomvizsgálata szerint. 2017-ben a volgai tatárok elsősorban a volgai bolgár törzsek leszármazottai, „akik nagy finnugor összetevőt hordoztak”, besenyők, kunok, kazárok és iráni népek, például alánok. A tatárok IBD-jén különböző török és uráli lakosság él, elsősorban a Volga-Ural régióból. A szerzők azt sugallják, hogy "amikor az eredeti finnugor nyelvű népet meghódították a török törzsek, mind a tatár, mind a csuvas valószínűleg átélte a nyelvcserét, miközben megőrizte genetikai magját". Magáról a finnugor csoportokról korábban azt találták, hogy helyi indoeurópai és korai uráli nyelvű csoportokból alakultak ki. 
Egy 2019-es tanulmány megállapította, hogy a volgai tatárok autoszomális keveréke körülbelül 80%-ban Srubnaya -szerű és körülbelül 20%-ban Ulcsi -szerű. A kazanyi tatárok Ulchi-szerű felmenői valamivel magasabbak voltak, mint a Mishar tatárok. 
A történelmi magyarokhoz is kapcsolódtak, melyekről azt írják, hogy nyugat- és kelet-szibériai forrásokból alakultak ki. 
A tatárok három regionális csoportjának (volgai, krími, szibériai) nincs közös őse, így kialakulásuk egymástól függetlenül történt. 

## Nevezetes volgai tatárok
- Amirkhan Yeniki – író, költő
- Vadim Abdrashitov – filmrendező
- Dajan Ahmet – színész, rendező (észt tatár)
- Rinat Akhmetov – milliárdos, Ukrajna leggazdagabb polgára
- Gabdulkhay Akhatov – nyelvész
- Yusuf Akçura – politikus, író
- Alsou – énekes
- Abdulla Aliş – író, ellenálló.
- Reşit Rahmeti Arat – filológus, professzor, író
- Sadri Maksudi Arsal – politikus
- Marat Basharov – színész
- Ğälimcan Barudi – teológus
- Simeon Bekbulatovich – államférfi
- Musa Bigiev – filozófus, teológus
- Xäydär Bigiçev – énekes
- Zinetula Bilyaletdinov – jégkorongozó, edző
- Gölsem Bolğarskaya – színésznő
- Fauzija Bayramova – politikus, író
- Saadet Çağatay – turkológus
- Näcip Cihanov – zeneszerző
- Musa Cälil – költő, ellenálló
- Emil Cäläletdinov – énekes
- Ymär Daher – kulturális munkás, kutató (finn tatár)
- Rinat Fakhretdinov – vegyes harcművész
- Lotfulla Fattakhov – festő
- Rizaeddin bin Fakhreddin – tudós, publicista
- Mirxäydär Fäyzi – drámaíró
- Emil Galimov – jégkorongozó
- Aida Garifullina – énekes
- Rawil Ğaynetdin – mufti
- Ismagil Gainutdinov – építész
- Ildar Gilmutdinov – politikus
- Säxipcamal Ğizzätullina-Volzhskaya – színésznő, rendező
- Chulpan Khamatova – színésznő
- Aisa Hakimcan – művész (finn tatár)
- Ğälimcan İbrahimov – író
- Alimcan Idris – teológus, riporter
- Airat Ichmouratov - zeneszerző, zenekari karmester
- Saniye İffet – költő, drámaíró
- Rafail Ilyasov – énekes
- Ğayaz İsxaqıy – író, újságíró, politikus
- Äxmät İsxaq – költő, műfordító, újságíró
- Ramilya Iskander – színésznő, modell
- Näqi İsänbät – író
- Marat Izmailov – labdarúgó
- Nail Yakupov – jégkorongozó
- Guzel Yakhina – író, forgatókönyvíró
- Xämit Qolmämät – színész
- Ghabdennasir Qursawi – teológus, jadidista
- Ğädel Qutuy – költő, író, drámaíró
- Robert Miñnullin – költő, újságíró, politikus
- Aliya Mustafina – művészi tornász
- Saida Mukhametzyanova – énekes
- İlbaris Nadirov – folklorista
- Elvira Nabiullina – közgazdász
- Qayum Nasıyri – etnográfus, pedagógus
- Rasid Nyezmetdinov – sakkozó
- Rudolf Nurejev – balett-táncos
- Rasid Nurgalijev – tábornok, politikus
- Ğäliasğar Kamal – drámaíró
- Dmitrij Karbisev – tiszt, tábornok (Kryashen)
- Sara Sadíqova – színésznő, énekesnő, zeneszerző
- Marat Safin – teniszező, politikus
- Timur Safin – fólias vívó
- Fandas Safiullin – politikus
- Emil Sayfutdinov – gyorsasági motoros
- Habiburrahman Shakir – imám, teológus (finn tatár)
- Amina Hanum Syrtlanoff – teozófus, kőműves
- Sahib-Garey Said-Galiev – forradalmár, politikus
- Irina Shayk – modell
- Salix Säydäş – zeneszerző, karmester
- İlham Şakirov – énekes
- Luara Şakircanova – színházi rendező, színésznő
- Kamil Sämiğullin – mufti
- Mirszaid Szultán-Galijev – forradalmár
- Talgat Tadzhuddin – Shaykh al-Islām, nagymufti
- Abdullah Battal-Taymas – író, újságíró
- Kärim Tinçurin – drámaíró
- Ğabdulla Tuqay – költő
- Baqi Urmançe – festő, szobrász
- Gaisa Enikeev – tanár, néprajzkutató, politikus
- Ildar Yagafarov – filmrendező
- Färit Yarullin – zeneszerző
- Röstäm Yaxin – zeneszerző
- Kamila Valiyeva – műkorcsolyázó
- Räşit Wahapov – énekes
- Xäkimcan Xalikov – gyermekköltő, tanár, újságíró
- Zölfät Xäkim – zenész, drámaíró
- Fatix Ämirxan – író, szerkesztő, publicista
- Marat Äxmätov – hegedűművész, professzor

## Diaszpóra

### Egyesült Államok
Az Egyesült Államokban található Volga-tatár diaszpórát elsősorban a 19. század végén és a 20. század elején a migrációs minták alakították, és jelentős közösségek alakultak ki Kaliforniában, New Yorkban és Washingtonban. Mint sok bevándorló csoport az Egyesült Államokban, a tatároknak is megvannak a maguk egyesületei. Ez az erőfeszítés az Egyesült Államok tatár közösségeinek szélesebb körű tendenciáját tükrözi, hogy megőrizzék kulturális örökségüket, kapcsolatba lépjenek a helyi lakossággal, és támogató hálózatokat építsenek ki. Ez a szakasz felsorolja azokat a szervezeteket, amelyekről ismert, hogy aktívak.
- A Tatars of Washington State 2024 januárjában alakult, hogy népszerűsítse és megőrizze a tatár kultúrát és nyelvet a régióban. Küldetése az erős tatár identitás előmozdítását helyezi előtérbe oktatási programokon, kulturális rendezvényeken, nyelvi órákon és közösségi kezdeményezéseken keresztül, amelyek célja egy befogadó környezet megteremtése a tatárok számára, hogy összekapcsolódjanak és megosszák hagyományaikat.
- Az Amerikai Tatár Szövetség
- Az Amerikai Turko-Tatár Egyesületet 1960-ban hozták létre olyan bevándorlók, akik kínai, japán, koreai és törökországi tatár közösségekből érkeztek az Egyesült Államokba.